# Goliath (La Ronde)
Goliath ist eine Stahlachterbahn im Freizeitpark La Ronde (Montreal) vom Modell Hyper Coaster des Herstellers Bolliger & Mabillard, die am 13. Mai 2006 eröffnet wurde.

## Details
Die Bahn besitzt gelbe Schienen mit roten Laufrohren und blauen Stützen.
Goliath ist zurzeit (Stand April 2023) die vierthöchste und viertschnellste Achterbahn in Kanada. Sie ist 53,3 m hoch, 1231 m lang und erreicht eine Höchstgeschwindigkeit von 110 km/h. Sie bringt die Fahrgäste außerhalb des Parks an das östliche Ufer der Île Ste. Hélène (St.-Helena-Insel). Danach führt die Strecke über einige Airtime-Hügel sowie eine Abfahrt wieder zurück in den Park, bevor die Fahrt in der Station endet.

## Züge
Goliath besitzt zwei Züge mit jeweils neun Wagen. In jedem Wagen können vier Personen (eine Reihe à vier Personen) Platz nehmen. Die Fahrgäste müssen mindestens 1,37 m groß sein, um mitfahren zu dürfen.